# Yoğunoluk, Milas
Yoğunoluk là một xã thuộc huyện Milas, tỉnh Muğla, Thổ Nhĩ Kỳ. Dân số thời điểm năm 2011 là 298 người.